# Wieża zegarowa w Przemyślu

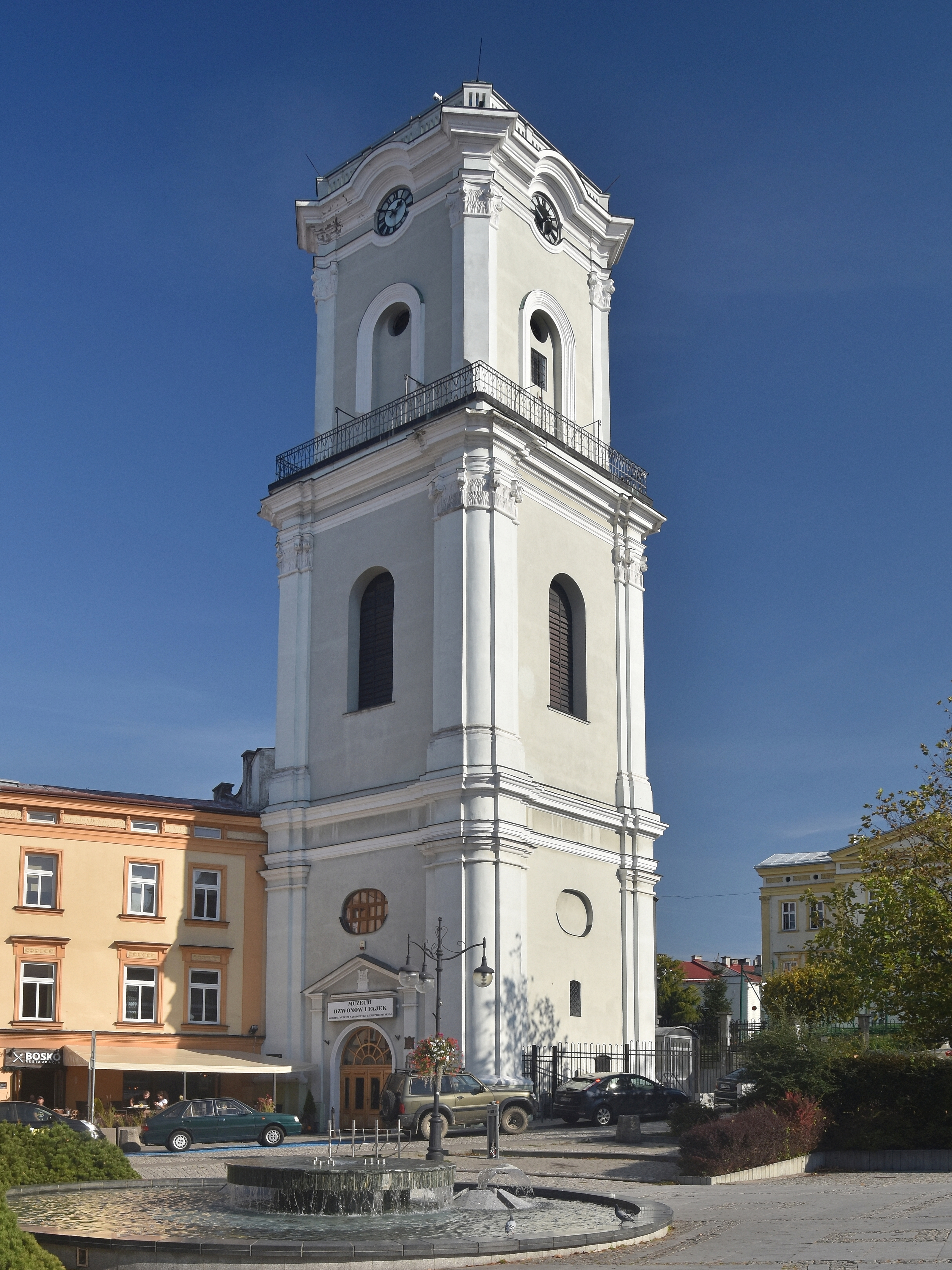

Wieża zegarowa w Przemyślu – wieża stojąca w centrum Przemyśla, przy ulicy Władycze 3.
Wieża została wzniesiona w latach 1775–1777 z fundacji przemyskiego biskupa greckokatolickiego Atanazego Szeptyckiego, jako dzwonnica przyszłej katedry greckokatolickiej. Katedra miała zastąpić wcześniejszą murowaną cerkiew pochodzącą z XVI wieku, która znajdowała się w miejscu dzisiejszej szkoły podstawowej nr 11.
Po I rozbiorze Polski rozpoczęto budowę katedry, a inwestycję obiecała wesprzeć cesarzowa Maria Teresa Habsburg. Zdążono jedynie wyburzyć starą cerkiew oraz wybudować okazałą późnobarokową dzwonnicę, gdy zmarła cesarzowa, a obietnice funduszów zostały na dworze cesarskim porzucone. Budowy tej nigdy nie dokończono, a po kasacie klasztoru karmelitów w 1784 roku diecezja greckokatolicka otrzymała na własność karmelicki kościół pw. św. Teresy z przeznaczeniem na sobór katedralny.
Dzwonnica o wysokości 34 metrów zwieńczona galeryjką widokową i wyposażona w zegar wieżowy (stąd pochodzi obecna nazwa wieży), z czasem zaczęła pełnić rolę wieży strażniczej, użytkowanej przez straż ogniową jako punkt obserwacyjny. W 1850 uległa częściowemu zniszczeniu w wyniku pożaru, który strawił późnobarokowy hełm. Remontowana w latach 1925, 1959–1960 i 1989–1990.
Od 1996 adaptowana na Muzeum Dzwonów i Fajek, stanowiące oddział Muzeum Narodowego Ziemi Przemyskiej.
Obiekt wpisany do rejestru zabytków pod numerem A-589 (06.06.1983).